# Tom J. Kealy
Thomas „Tom“ Joseph Kealy (* 22. Dezember 1927 in Manhattan; † 17. Mai 2012 in Wilmington, Delaware) war ein US-amerikanischer Chemiker, der für die Ko-Entdeckung von Ferrocen bekannt ist.
Kealy besuchte das Manhattan College, das er mit dem Bachelor-Grad abschloss. Er studierte Chemie an der Duquesne University mit dem Master-Abschluss 1951 bei Peter Pauson, der als Post-Doktorand aus Großbritannien als Gastwissenschaftler an der Universität tätig war. In seiner Diplomarbeit synthetisierten beide Ferrocen, veröffentlicht 1951 in Nature, dem Prototyp einer Reihe neuartiger metallorganischer Sandwich-Verbindungen. Er wurde an der Carnegie Mellon University in organischer Chemie promoviert und war danach 30 Jahre lang Chemiker bei DuPont.